# Agistemus novazelandicus
Agistemus novazelandicus är en spindeldjursart som beskrevs av Pedro C. Gonzales 1963. Agistemus novazelandicus ingår i släktet Agistemus och familjen Stigmaeidae. Inga underarter finns listade i Catalogue of Life.